# Beyne-Heusay
Beyne-Heusay là một đô thị ở tỉnh Liège. Tại thời điểm ngày 1 tháng 1 năm 2006 Beyne-Heusay có tổng dân số 11.711 người. Tổng diện tích là 7,.32 km² với mật độ dân số 1.600 người trên mỗi km².